# Folicana boliviana
Folicana boliviana är en insektsart som beskrevs av Delong och Foster 1982. Folicana boliviana ingår i släktet Folicana och familjen dvärgstritar. Inga underarter finns listade i Catalogue of Life.